# Strana národní pravice
Strana národní pravice (zkratka SPN, polsky Stronnictwo Prawicy Narodowej, v letech 1918–1919 dočasně Strana budování jednotného Polska, polsky Stronnictwo Budowy Zjednoczonej Polski) byla konzervativní politická strana působící od počátku 20. století mezi polskou populací Rakouska-Uherska, respektive Předlitavska, zejména v Haliči. Aktivní byla i v meziválečném Polsku.

## Historie
Byla založena v roce 1907 v Krakově. Utvořili ji tzv. stańczycy, představitelé konzervativního, velkostatkářského politického proudu v západní Haliči. Do strany se zapojili i někteří tzv. podolacy, konzervativci z východní Haliče. Národní listy ovšem v roce 1911 uvedly, že podolacy i stańczycy tvořili dříve samostatné skupiny v rámci Polského klubu v celostátní Říšské radě, ale že s demokratizací volebního práva (pokles zastoupení šlechtických poslanců) rozdíl mezi východohaličskými podolaky a západohaličskými stańczyky mizel. Nicméně po volbách do Říšské rady roku 1911, které oběma konzervativním skupinám přinesly značné posílení, začínají podolacy obnovovat vlastní manévrovací prostor. Podle deníku byl tento posun ovlivněn i jejich kritickým postojem vůči Michału Bobrzyńskému, který zastával funkci místodržícího Haliče a patřil k stańczykům.
Během první světové války strana podporovala austrofilskou orientaci polské politiky. V roce 1918 byla přejmenována na Stronnictwo Budowy Zjednoczonej Polski. V roce 1919 se vrátila k původnímu názvu. Po nástupu sanačního režimu se v roce 1927 připojila k provládnímu uskupení Bezpartyjny Blok Współpracy z Rządem. V roce 1937 strana vplynula do formace Stronnictwo Zachowawcze.
Mezi hlavní představitele strany patřili Michał Bobrzyński, Władysław Leopold Jaworski, L. Bieliński, Zdzisław Tarnowski, A. Tarnowski, J. Hupka, B. Świeykowski, S. Badeni nebo Jerzy Fryderyk Radziwiłł. Tiskový orgánem byl list Czas a Rola.